# Димитрий Палеолог Кантакузин
Димитрий Палеолог Кантакузин (упоминается в 1420—1453 годах) — византийский аристократ, месазон (главный министр) Византийской империи при императоре Иоанне VIII Палеологе (1435/1436-1448).

## Биография
Димитрий Палеолог Кантакузин впервые упоминается в исторических источниках как один из придворных, которые советовали императору Иоанну VIII Палеологу поддержать самозваного османского принца Мустафу в его стремлении захватить султанский престол после смерти его брата Мехмеда I в 1421 году. После победы преемника Мехмеда Мурада II над самозванцем Димитрий Кантакузин был избран в качестве одного из послов (другими были Матфей Ласкарис и Ангелос Филоматтес) ко двору османского султана Мурада II. Раздраженный султан, недовольный тем, что византийцы оказали помощь Лжемустафе, приказал бросить византийских посланцев в тюрьму. Только после заключения в феврале 1424 года мирного договора между императором Иоанном VIII и султаном Мурадом II византийские послы были освобождены и вернулись на родину.
Димитрий Палеолог Кантакузин, ставший в 1435/1436 году месазоном (главным министром), играл видную роль в дипломатических переговорах. Он выступал в качестве свидетеля в договорах византийского императора Иоанна VIII Палеолога с Венецианской республикой в сентябре 1423, мае 1431, октябре 1436, сентябре 1442 и июле 1447 годов.
Он также сыграл героическую роль во время обороны Константинополя от армии османского султана Мехмеда Фатиха в 1453 году. Согласно Дональду Николу, Димитрий вместе с зятем Никифором Палеологом командовал отрядом из 700 мужчин, которые обороняли район Церкви Святых Апостолов. Британский византинист Стивен Рансиман сообщал, что Димитрий Кантакузин защищал участок Константинопольских стен рядом с Мраморным морем.
Дальнейшая судьба Димитрия после взятия Константинополя султаном Мехмедом II достоверно неизвестна. Французский историк Шарль Дюканж писал, что он и его зять погибли, защищая город. Стивен Рансиман заявлял, что Димитрий Палеолог Кантакузин был взял в плен турками. Дональд Никол отмечал, что Димитрий Кантакузин со своей семьей и другими беженцами смог эвакуироваться на корабле генуэзского адмирала Жоржи Дориа. Димитрий с семьей добрался до острова Хиос, откуда прибыл на Крит, где был принят венецианским капитаном Томасом Келси в Кандии (современный город Ираклион). Д. Никол также упоминает дочь некого Димитрия Кантакузина и его жену Симонис Гаделину, дочь которых Мария в ноябре 1486 года на острове Корфу стала женой Фёдора, сына Павла Палеолога.
Британский византинист Дональд Никол не приводит информации об именах родителей Димитрия Палеолога Кантакузина, но утверждает, что Димитрий был двоюродным братом византийского императора Иоанна VIII Палеолога. Имя его жены неизвестно, его дочь была замужем за Никифором Палеологом. Димитрий Палеолог Кантакузин считается отцом протостратора Кантакузина, который был казнен вместе с Лукасом Нотарасом и Андроником Палеологом Кантакузином через пять дней после взятия Константинополя турками-османами.